# Korlát
Ez a szócikk az építészeti elemről szól. A települést lásd itt: Korlát (település)

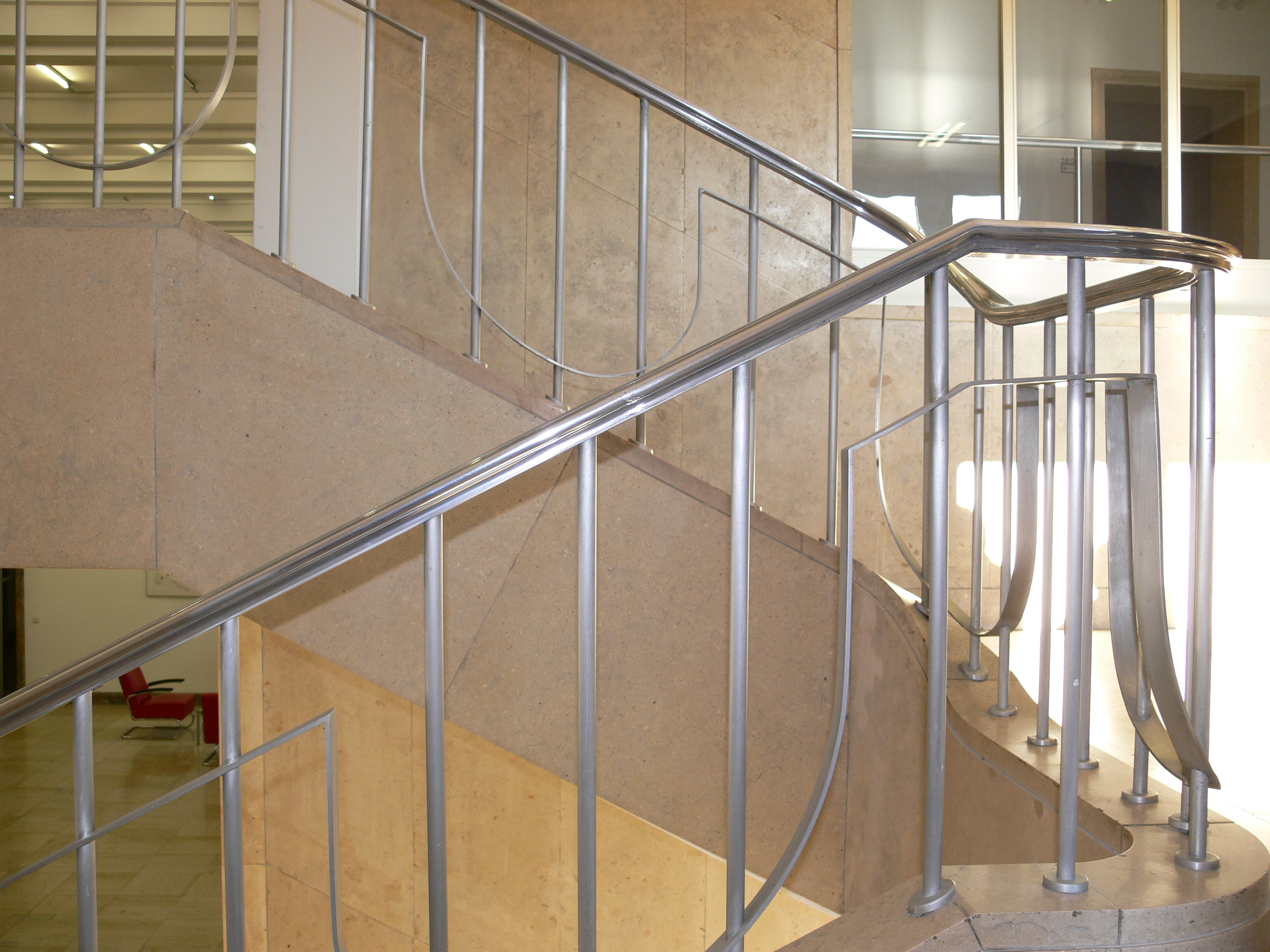
Fém korláttal ellátott lépcső

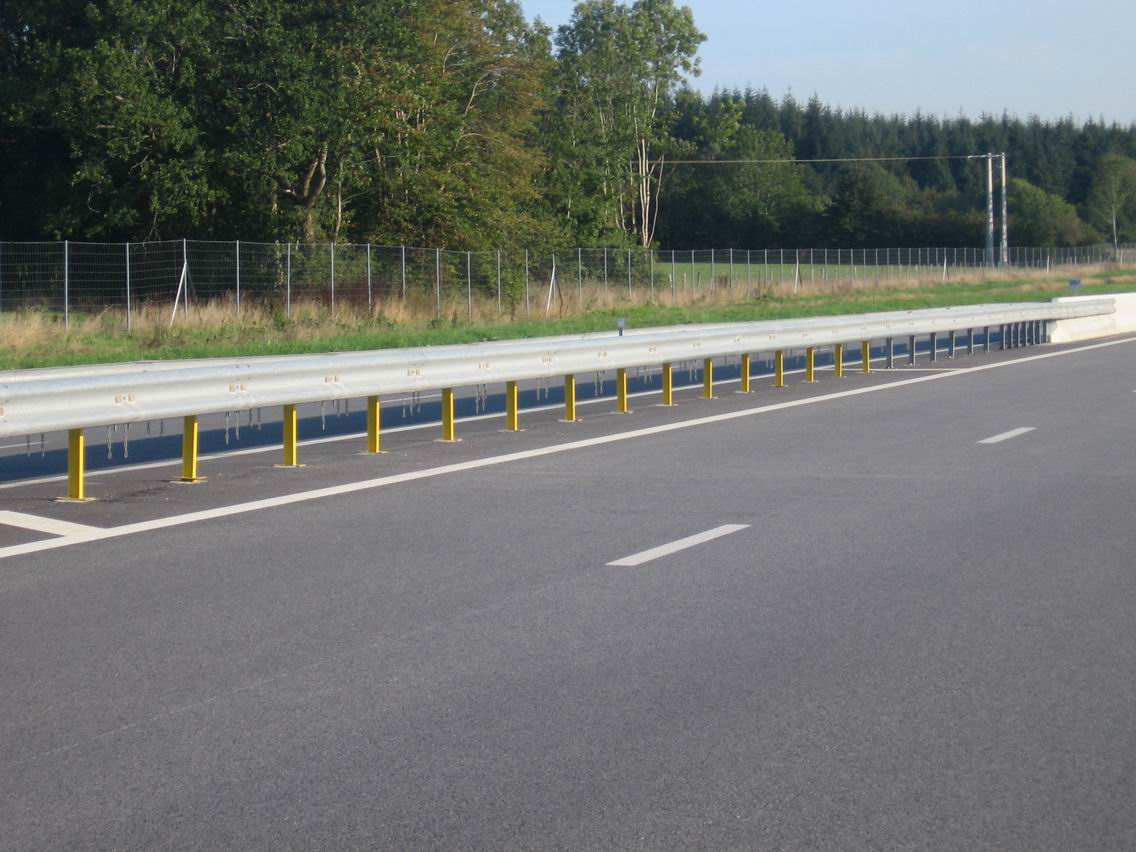
Autópálya korlát

Korlátot alkalmaznak nagyobb mélységeknél elvezető közlekedési vonalak mellett, különösen magas töltések szélein és hidak két oldalán a közlekedés biztonsága érdekében, vagy terek elválasztása céljából. Készülhet kőből, ilyenkor mellvédő fal a neve, fából, vasból, vagy kombinálva. Az egyszerű fakorlát egyes alkotó részeinek elnevezése: korláttalpfa, korlátoszlop, korlátkarfa, korlátheveder és korlátgyám. Kombinált korlátoknál az oszlopot kőből, a kart és hevedert fából vagy vasból készítik. Öntött és kovácsoltvas korlátokat a célhoz és az alkalmazás helyéhez képest díszesebb kivitelben is készítenek.

## Külső hivatkozások
- Korlát.lap.hu - linkgyűjtemény